# Pomârla
Pomârla é uma comuna romena localizada no distrito de Botoşani, na região de Moldávia . A comuna possui uma área de 53.82 km² e sua população era de 2860 habitantes segundo o censo de 2007.